# La Cieneguita (Guanajuato)
La Cieneguita es una localidad del estado mexicano de Guanajuato. Es parte del municipio de San Miguel de Allende.

## Demografía
| Gráfica de evolución demográfica |
|                                  |

| Censo | Población |
| ----- | --------- |
| 1900  | 558       |
| 1910  | 439       |
| 1921  | 289       |
| 1930  | 338       |
| 1940  | 370       |
| 1950  | 417       |
| 1960  | 539       |
| 1970  | 490       |
| 1980  | 266       |
| 1990  | 582       |
| 2000  | 875       |
| 2010  | 1 241     |
| 2020  | 1 387     |